# 金子恵以子
金子 恵以子（かねこ えいこ、1942年 -）は、日本の元フィギュアスケート選手（アイスダンス）。パートナーは竹内己喜男。
1957年から1964年まで全日本選手権8連覇。1962年世界フィギュアスケート選手権日本代表。東京生まれ。日本体育大学卒。

## 経歴
スケートを始める前は、5歳からタップダンスを荻野幸久から学び、東宝のショーに出演していた。
小学2年からスケートを始め、10歳から稲田悦子に師事する。
1957年、全日本ジュニア選手権女子シングルで優勝。同年、竹内己喜男とカップルを組み全日本選手権に出場し優勝。アイスダンスの初代全日本チャンピオンとなる。その後、1964年まで全日本選手権で8連覇を達成する。シングル選手としても、1961年国体の一般女子2位など活躍した。
1962年の世界フィギュアスケート選手権には、日本人として初めて同大会のアイスダンスに出場し、17位となった。
日本体育大学を卒業後引退して、後楽園アイスパレスでコーチとなる。2001年よりシチズンアイススケートリンクで主任コーチインストラクターとなる。
日本初のアイスダンスコーチとして、城田憲子らを指導した。
氷上で滑走しながら踊るというアイスフォークダンスを開発した。スペシャルオリンピックスのフィギュアスケートの日本代表コーチとなった。

## 主な戦績
| 大会/年         | 1956-57 | 1957-58 | 1958-59 | 1959-60 | 1960-61 | 1961-62 | 1962-63 | 1963-64 |
| --------------- | ------- | ------- | ------- | ------- | ------- | ------- | ------- | ------- |
| 世界選手権      |         |         |         |         |         | 17      |         |         |
| 全日本選手権    | 1       | 1       | 1       | 1       | 1       | 1       | 1       | 1       |
| 全日本Jr.選手権 | 1       |         |         |         |         |         |         |         |

## 著作
- 『図解スケートの教室』日本スケート・フォークダンス普及会編、北隆館、1968年 [5]